# Cheilanthes tomentosa
Cheilanthes tomentosa es una especie de helecho de la familia botánica Pteridaceae. Se distribuye por América

## Descripción
Es un helecho con rizoma cortamente rastrero, compacto, las escamas de 3-5 mm, linear-lanceoladas, enteras, bicoloras; pecíolo casi tan largo como la lámina, castaño o atropurpúreo, lustroso, densamente escamoso; lámina 7-45 x 2.5-8 cm, oblongo-lanceolada a angostamente elíptico-lanceolada, 3-pinnada, el haz esparcida a densamente peloso, los tricomas 0.5-1 mm, blancos, tortuosos, el envés tomentoso, completamente oculto, los tricomas pardo-amarillentos a castaño; pinnas 24-30 pares, 1.2-4.5 x 0.4-3 cm, deltadas, equiláteras; últimos segmentos 1.2 x 0.8-1.5 mm, elípticos a ovados, moniliformes, cuculados; raquis y costas castaño, teretes, densamente escamosos, las escamas lanceoladas a fibrilosas, pardo pálido a blanquecinas, generalmente patentes; nervaduras no visibles; indusio reflexo, escarioso, entero, no decurrente; esporas pardas.

## Distribución y hábitat
Se encuentra en los bosques de Pinus, en hábitats rocosos, a una altitud de 500-2000 msnm, en Estados Unidos y México.
Cheilanthes tomentosa se caracteriza por los ejes de las láminas densamente blanco escamosos, los haces pelosos, el envés tomentoso y los últimos segmentos numerosos, pequeños (1-2 x 0.8-1.5 mm). Chiapas, representa el límite meridional para la especie.

## Taxonomía
Cheilanthes tomentosa fue descrita por Heinrich Friedrich Link y publicado en Hortus Regius Botanicus Berolinensis 2: 42. 1833.
Sinonimia
- Allosorus tomentosus (Link) Farw.
- Cheilanthes bradburii Hook.
- Myriopteris bradburii (Hook.) J. Sm.
- Myriopteris tomentosa (Link) Fée
- Myriopteris tomentosa (Link) J. Sm.
- Notholaena tomentosa (Link) J. Sm[2]